# Boerhavia libyca
Boerhavia libyca är en underblomsväxtart som beskrevs av Auguste Nicolas Pomel. Boerhavia libyca ingår i släktet Boerhavia och familjen underblomsväxter. Inga underarter finns listade i Catalogue of Life.